# Faronta limitata
Faronta limitata là một loài bướm đêm trong họ Noctuidae.